# Mihaela Novak
Mihaela Novak Mahnič, slovenska gledališka in filmska igralka, * 27. avgust 1930, Semič, † 11. februar 2024, Črnomelj.
Njen oče Mihael je v semiškem gledališkem  društvu pripravljal predstave. Na njegovo pobudo je ob začetku 2. svetovne vojne nastopila v gledališču v Črnomlju, kjer je bila izbrana na natečaju za ljudske talente, v vlogi Antigone. Angleščina, ki se je je naučila pri sosedu, ji je prišla prav na osvobojenem ozemlju v Semiču pri sprejemih angleških delegacij. 
Leta 1972 je pod mentorstvom Vide Juvanove diplomirala iz igre na Akademiji za gledališče, radio, film in televizijo v Ljubljani. Med letoma 1952 in 1992, ko se je upokojila, je bila članica ansambla Ljubljanske Drame, igrala je s študentskimi kolegi Lojzetom Rozmanom, Borisom Kraljem, Mihom Balohom in Jurijem Součkom. Odigrala je blizu 80 vlog: Nina v Cankarjevem Kralju na Betajnovi (1953), Jerica v Linhartovem Matičku, Junija v Racinovem Britaniku, Matilda v Cankarjevi igri Za narodov blagor, Marta Boll v  Dürrenmattovih Fizikih, Marijana v Molièrovem Tartuffu, Mariana v Shakespearejevi komediji Milo za drago, Sofja Aleksandrovna v Stričku Vanji Čehova, Zofija v Danaudevem Ženskem ročnem delu, Ana Islajeva v Mesecu dni na kmetih Turgenjeva, Macourkova v Sanaciji Vaclava Havla. Najbolj poznana je bila njena vloga Suzanne Delicias v Annouilhevem Orkestru v Mali Drami. V mariborski Drami je leta 1956 nastopila kot Ana v Goodrich-Hackettovem Dnevniku Ane Frank in že po upokojitvi kot Marija Josefa v Lorcovem Domu Bernarde Albe v Prešernovem gledališču Kranj. Pri angažmaju so jo ovirale posledice v mladosti prebolele tuberkoloze. 
»Predvsem Mihaela Novakova se je približala pravi Racinovski Juniji in s tem utrdila up, da se racinovstvo da igrati tudi na Slovenskem.« (Jože Javoršek, Premišljevanje o ljubljanskem Britaniku. Naša sodobnost 1/10 (1953))

## Filmografija
- Selitev (2002, študijski igrani film)
- Odpadnik (1988, celovečerni igrani film)
- Sonce za dva (1987, celovečerni igrani TV film)
- Naš avto (1962, celovečerni igrani film)